# Буцбах
Буцбах (нім. Butzbach) — місто в Німеччині, знаходиться в землі Гессен. Підпорядковується адміністративному округу Дармштадт. Входить до складу району Веттерау.
Площа — 106,60 км2. Населення становить 26 476 ос. (станом на 31 грудня 2020).